# Pouzilhac
Pouzilhac är en kommun i departementet Gard i regionen Occitanien i södra Frankrike. Kommunen ligger i kantonen Remoulins som tillhör arrondissementet Nîmes. År 2022 hade Pouzilhac 750 invånare.

## Befolkningsutveckling
Antalet invånare i kommunen Pouzilhac
Referens:INSEE